# Chloropsina angolensis
Chloropsina angolensis är en tvåvingeart som beskrevs av Deeming 1981. Chloropsina angolensis ingår i släktet Chloropsina och familjen fritflugor.
Artens utbredningsområde är Angola. Inga underarter finns listade i Catalogue of Life.